# Central térmica de Sagunto
La central térmica de Sagunto es una instalación termoeléctrica de ciclo combinado ubicada en la ciudad española de Sagunto. Es propiedad de Naturgy y consta de tres grupos térmicos, con una potencia total de 1200 MW, alimentados con gas natural.
Supuso una inversión de 478 millones de Euros.

## Características
- Turbina de gas: Siemens V94-3A
- Turbina de vapor: Siemens HE
- Rendimiento: 57,4 %
- Refrigeración en circuito cerrado con agua de mar, mediante torres de refrigeración de tiro forzado.

## Operador
La térmica de Sagunto está operada al 100 % por su propietaria, la empresa Naturgy.